# Lepidotrigla multispinosa
Lepidotrigla multispinosa és una espècie de peix pertanyent a la família dels tríglids.

## Descripció
- Fa 16 cm de llargària màxima.[5]

## Hàbitat
És un peix marí, batidemersal i d'aigües fondes que viu entre 230-335 m de fondària.

## Distribució geogràfica
Es troba a l'Índic occidental: les costes de l'Àfrica oriental des de la Banya d'Àfrica (Somàlia) fins a Moçambic, KwaZulu-Natal (Sud-àfrica) i el sud-oest de Madagascar.

## Observacions
És inofensiu per als humans.